# 武兹龙
武兹龙（法語：Vouzeron，法語發音：[vuzʁɔ̃]）是法国谢尔省的一个市镇，位于该省西北部，属于维耶尔宗区。

## 地理
武兹龙（47°15'37"N, 2°13'19"E）面积52.63 平方千米，位于法国中央-卢瓦尔河谷大区谢尔省，该省份为法国中部省份，北起卢瓦雷省，西接卢瓦-谢尔省和安德尔省，南至克勒兹省，东南接阿列省，东临涅夫勒省。
与武兹龙接壤的市镇（或旧市镇、城区）包括：阿洛尼、楠赛、巴朗容河畔讷维、圣洛朗、奥尔赛。

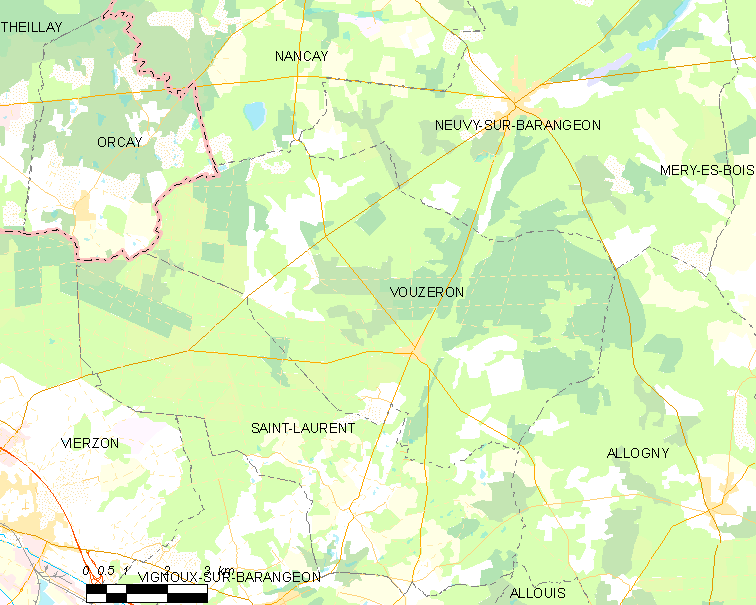
武兹龙的OSM定位图

武兹龙的时区为UTC+01:00、UTC+02:00（夏令时）。

## 行政
武兹龙的邮政编码为18330，INSEE市镇编码为18290。

## 政治
武兹龙所属的省级选区为圣马丹多克西尼县。

## 人口

1962-2008年间武兹龙人口变化图示

武兹龙于2022年1月1日时的人口数量为582人。